# 金内喜久夫
金内 喜久夫（かねうち きくお、1933年1月29日 - 2020年4月28日）は、日本の俳優、声優。福岡県出身。文学座所属。妻は声優の桂玲子。

## 経歴
舞台芸術学院演劇部本科6期生。在学中に結核を患い、途中から実家のある福岡で療養生活を送る。
その後、九州朝日放送放送劇団（KBC）の桂玲子と結婚しており、KBCでは桂と二人でラジオ番組を持ったこともあった。
九州朝日放送で制作された芸術祭のドラマに出演した際に芥川比呂志と交流が生まれ、後日、芥川から「文学座が養成所一期生の募集をするからすぐに来い」と電報が届いたことで東京へ赴く。その後しばらくは東京と福岡を往復し、三期生募集時に本格的に上京。だがその直後、文学座で劇団雲との分裂騒動が発生。病気療養していた芥川に「どちらに行くかは君に任せる」といわれ、悩んだ末に文学座を選択した。
1963年に文学座研究所へ三期生として入所し、1965年『花咲くチェリー』で初舞台を踏んだ。1967年に座員に昇格。
2018年秋に癌を患いながらも精力的に舞台に立ち続けていたが、2020年4月28日13時41分（JST）、がんのため東京都内の自宅で死去。87歳没。

## 受賞歴
- 1975年 十三夜会奨励賞[3]
- 1985年 十三夜会助演賞[3]
- 2008年 第43回 紀伊國屋演劇賞 個人賞[10][11]

## 出演

### テレビドラマ
- 煉獄（1960年、KBC）
- 大河ドラマ（NHK）
  - 竜馬がゆく（1968年） - 喜太次
  - 新・平家物語（1972年） - 典薬頭定成
  - 国盗り物語（1973年） - 百々地新之丞
  - 勝海舟（1974年） - 柴山愛次郎、葉山良介
  - 風と雲と虹と（1976年） - 狩りの民人
  - 花神（1977年）
  - 獅子の時代（1980年） - 大佐
  - 山河燃ゆ（1984年）
  - 春の波涛（1985年） - 千束屋
  - いのち（1986年） - 虻田
  - 徳川慶喜（1998年） - 武田耕雲斎
- 怪奇大作戦 第4話「恐怖の電話」（1968年） - 電話局係員
- 五番目の刑事 第5話「焼身の街」（1969年） - 花山
- 鬼平犯科帳 第1シリーズ 第27話「五年目の客」（1970年、NET / 東宝） - 忍師の源兵衛
- 大忠臣蔵（1971年） - 忠助
- 人形佐七捕物帳 第25話「怪奇・鬼娘」（1971年） - 与作
- 鬼平犯科帳 第2シリーズ 第12話「鈍牛」（1971年、NET / 東宝） - 源助
- 浮世絵 女ねずみ小僧 第2シリーズ 第1話「泣く子も黙る大泥棒」（1972年）
- 眠狂四郎 第21話「女の蕾は二度ひらく」（1973年）
- 新・荒野の素浪人 第7話「怒号の刃」（1974年）
- 銭形平次 第443話「さらわれたお静」（1974年）
- 悪魔のようなあいつ（1975年） - 鑑識技師
- 太陽にほえろ!
  - 第198話「死ぬな、ジュン!」（1976年） - 廣田
  - 第302話「殺意の証明」（1978年） - 愛知県警刑事
- 俺たちの旅 第29話「生きるのがへたな男もいるのです」（1976年） - 牛乳工場の上司
- 気まぐれ天使
  - 第10話「とらぬタヌキとマリアさま」（1976年）
  - 第30話「蒸発のブルース」（1977年）
- 江戸の旋風III 第8話「危うし城之介!!」（1977年）
- 男たちの旅路 第1話「シルバー・シート」（1977年）
- 気まぐれ本格派
  - 第4話「ワン・ダフル花嫁さん」（1977年）
  - 第19話「江戸ッ子スター大興奮」（1978年）
- 新 必殺からくり人 第3話「東海道五十三次殺し旅 三島」（1977年） - 駿河屋喜左ヱ門
- 俺たちの祭 第22話「春の嵐」（1978年）
- ゆうひが丘の総理大臣  第22話「その頬にキスしたい!」（1979年）
- 半七捕物帳 第13話「チャルゴロを聴く女」（1979年）
- 熱中時代・刑事編 第13話「新婚旅行で大手柄」（1979年、NTV） - 菱川大二郎
- ザ・ハングマン 第19話「恐怖で走るダイナマイト女」（1981年）
- 時代劇スペシャル
  - 狐のくれた赤ん坊（1981年）
  - 怪盗夢吉忍び控（1982年）- 与力・島田忠蔵
- 松本清張のゼロの焦点（1983年） - 警部
- 土曜ワイド劇場
  - 混浴露天風呂連続殺人 第3作「北海道十勝岳連続殺人 未亡人開放ツアー」（1984年）
  - 西村京太郎トラベルミステリー 第19作「L特急踊り子号殺人事件」（1991年）
- ニュードキュメンタリードラマ昭和 松本清張事件にせまる 第13回（1984年） - 相沢三郎
- 刑事物語'85 第15話「危険へのウェディングマーチ」（1985年）
- 特捜最前線 第461話「不純異性交遊殺人事件!」（1986年）
- 時空戦士スピルバン 第23話「兄と妹が鬼伝説の山を走る」（1986年） - 米田博士
- はっさい先生（1987年 - 1988年）
- ザ・スクールコップ（1988年） - 小山教頭
- 年末スペシャル企画 黒の斜面（1989年）
- 火曜サスペンス劇場 / 朝比奈周平ミステリー 第2作「西海道殺人事件」（1991年） - 津村和之
- 鬼平犯科帳
  - 第3シリーズ 第3話「馴馬の三蔵」（1991年） - 馴馬の三蔵
  - 第5シリーズ 第2話「怨恨」（1994年） - 桑原の喜十郎
- 検事・若浦葉子 第11話「不同意堕胎・お腹の赤ちゃんが殺されていた」（1991年）
- 銭形平次 第4シリーズ 第11話「奇妙な約束」（1994年）
- 大岡越前 第14部 第24話「友を裁いた名奉行」（1996年、TBS / C.A.L） - 那賀屋
- おいしい関係（1996年）
- てっぺん（1999年） - 加賀総一郎
- 水戸黄門（TBS / C.A.L）
  - 第31部 第10話「ドカーンと一発悪退治 -大和-」（2002年12月16日） - 善八
  - 第38部 第12話「縁は切られぬ偽親子 -岐阜-」（2008年3月24日） - 親方
- 女と愛とミステリー / 旅行作家・茶屋次郎 第3作「四万十川殺人事件」（2003年） - 石戸太平
- 世直し順庵!人情剣 第2話（2005年） - 早坂法眼
- 金曜プレステージ / 嫁の座（2009年）
- 月曜ゴールデン（TBS)
  - 上条麗子の事件推理 第7作「死を呼ぶ越中富山の湯」（2010年） - 林会計士
  - 万引きGメン・二階堂雪 第20作「砂の絆」（2011年）
  - 猫弁と透明人間（2013年） - 稲葉京三郎
- 渡る世間は鬼ばかり（TBS) - 草場平蔵
  - 3時間SP（2018年9月17日）
  - 3時間SP（2019年9月16日）

### 映画
- おとし穴（1962年、ATG） - カメラマン
- 秘録おんな蔵 (1968年、大映)
- エロス+虐殺（1970年、ATG） - 田代真佐二
- 復讐するは我にあり （1979年、松竹） - 駅の助役
- 黄金のパートナー（1979年、東宝） - 森明夫
- チ・ン・ピ・ラ（1984年）
- おろしや国酔夢譚（1992年） - 幕閣
- カンゾー先生（1998年）
- 千年火（2004年） - 杉田幸雄
- ブラックキス（2006年）
- 不撓不屈（2006年）
- 明日への遺言（2008年）
- 日本のいちばん長い日（2015年、東宝） - 平沼騏一郎
- 兄消える（2019年）

### ラジオドラマ
- 青春アドベンチャー『フランケンシュタイン』（NHK-FM） - 老人 役
- 青春アドベンチャー『ヤッさん』（2010年、NHK-FM） - 会長 役
- 日本沈没 - 幸長信彦助教授 役
- TBSラジオ エブ★ラジ 夜の連続スマホ小説「黒しろ恋模様」[12]

### 劇場アニメ
- 世界名作童話 アラジンと魔法のランプ（妖術師）

### 吹き替え
- イギリスから来た男（ウィルソン<テレンス・スタンプ>）
- おかしな二人（フェリックス・アンガー）
- 奇蹟の輝き（道先案内人トラッカー（アルバート・ルイス教授））
- ピノキオ(テレビドラマ) (キツネ<チッチョ・イングラッシア>)
- 修道士カドフェル（ロバート）
- ダーククリスタル（侍従長）※NHK-BS版
- チミノ夫人のピアノ（バーニー/キーナン・ウィン）
- 美女と野獣 (ガブリエル<スティーヴン・マクハティ>)
- ベン・ハー（バルサザール）※テレビ朝日版
- 道づれ　(ジャン<ジャンヌ・アラール>)

### CM
- Canon EF LENS「月の歌人」篇

### 舞台
1965年
- 初舞台『花咲くチェリー』(文学座本公演)都市センターホール

1972年
- 『飢餓海峡』(本公演)東横劇場

1973年
- 『熱海殺人事件』(文学座アトリエ公演)

1975年
- 『五番町夕霧楼』(本公演)東横劇場

1976年
- 『夢・桃中牛右衛門の』(本公演)東横劇場
- 『ハムレット』(本公演)パルコ西武劇場

1982年
- 『黄昏のメルヘン』(本公演)紀伊國屋ホール

1984年
- 『ジェルソミーナ』(本公演)パルコ西武劇場

1985年
- 『芝居―月もおぼろに―』(本公演)三越劇場

1988年
- 『藪原検校』(地人会)紀伊國屋ホール

1992年
- 『一人芝居　中村岩五郎』(地人会）紀伊國屋ホール
- 『マイ チルドレン! マイ アフリカ！』（アトリエ）

1997年
- 『夜明け前』新国立劇場

2002年
- 『月夜の道化師』(本公演)紀伊國屋ホール
- 『ビギン・ザ・ビギン』(東宝)帝国劇場

2004年
- 『千年の三人姉妹』天王洲アートスフィア

2005年
- 『コミュニケーションズ』新国立劇場

2006年
- 『飢餓海峡』(地人会)紀伊國屋ホール

2007年
- 『雪まろげ』(フジテレビ)帝国劇場
- 『フェイドラの恋』(シアターX)
- 『錦秋演舞場祭り・夜の部』(松竹)新橋演舞場

2008年
- 『長崎ぶらぶら節』(本公演)東京芸術劇場
- 『城塞』(リーディング)シアタートラム
- 『真実のゆくえ』俳優座劇場
- 『夜と星と風の物語』シアター1010
- 『舞台は夢〜イリュージョン・コミック〜』新国立劇場[13]

2009年
- 『ヘンリー六世』新国立劇場

2010年
- 『麦の穂の揺れる穂先に』(本公演）紀伊国屋サザンシアター
- 『1960年のメロス』(unks)サイスタジオコモネ
- 『ダーウィンの城』(アトリエ)

2011年
- 『月にぬれた手』(舞台芸術学院)東京芸術劇場小ホール2
- 『にもかかわらずドン・キホーテ』(アトリエ)
- 『連結の子』(本公演)吉祥寺シアター
- 『欲望という名の電車』(青年座交流プロジェクト)世田谷パブリックシアター、キラリ☆ふじみ

2012年
- 『雪やこんこん』（こまつ座）紀伊国屋サザンシアター